# Demoiselle Indústria e Comércio de Carrocerias
Demoiselle Indústria e Comércio de Carrocerias Ltda. war ein brasilianischer Hersteller von Automobilen.

## Unternehmensgeschichte
Das Unternehmen mit Sitz in Rio de Janeiro stellte 1981 unter Leitung von Eduardo Possato Saraiva ein Fahrzeug auf einer Automobilausstellung aus. Der Markenname lautete Phantom. 1982 oder 1983 wechselte der Inhaber. Um 1987 entstanden monatlich etwa zwölf Fahrzeuge. Vor Ende des Jahrzehnts endete die Produktion.

## Fahrzeuge
Das erste Modell Demoiselle wies Designelemente der 1910er und 1920er Jahre auf. So war z. B. eine Attrappe des Handbremshebels außerhalb der Fahrgastzelle. Die offene Karosserie aus Fiberglas war zweitürig und hatte ein Verdeck. Über der vorderen Haube war ein Gürtel. Die Basis bildete ein um 40 cm gekürztes Fahrgestell vom VW Brasília. Ein luftgekühlter Vierzylinder-Boxermotor war im Heck montiert und trieb die Hinterräder an. Das Reserverad war liegend oberhalb der Motorhaube platziert. Aufgrund der geringen Höhe und der üppigen Breite der Reifen war erkennbar, dass es kein Originalfahrzeug aus vergangenen Zeiten war.
1983 folgte der Phantom. Dies war nach Sichtweise des Unternehmens eine Mischung aus einem VW-Buggy und einem Cabriolet von Puma. Die offene zweitürige Karosserie aus Fiberglas hatte einen dicken Überrollbügel hinter den vorderen Sitzen. Das Fahrzeug basierte auf einem ungekürzten Fahrgestell von Volkswagen do Brasil und war nur als Komplettfahrzeug erhältlich.
1986 kam ein gewöhnlicher Buggy dazu, der auch als Kit Car angeboten wurde.